# Star Wars Celebration
Pour les articles homonymes, voir SWC.
Ne doit pas être confondu avec Journée Star Wars.
Star Wars Celebration (SWC) est un rassemblement de fans qui célèbre l'univers de la franchise Star Wars. À l'instar des conventions Comic-Con, le public peut assister à des panels des artistes et stars impliqués dans les différents projets Star Wars (films, jeux vidéo, littérature...) mais aussi acheter ou échanger des produits dérivés, se faire tatouer ou tout simplement partager sa passion avec les fans du monde entier. Chaque édition est accompagnée d'un concours de Cosplay où les candidats redoublent de créativité pour imiter ou inventer des costumes en lien avec l'univers Star Wars.
La première célébration a lieu en 1999 à Denver, dans l'État du Colorado, pour célébrer la sortie prochaine de Star Wars, épisode I : La Menace fantôme. S'il ne s'agissait pas du premier rassemblement officiel de fans, celui-ci ayant eu lieu en 1987 pour fêter les 10 ans du premier film, elle reste la première "Celebration" dans sa forme actuelle.

## Chronologie
| Nom                          | Dates                  | Lieu                                        | Ville                   |
| ---------------------------- | ---------------------- | ------------------------------------------- | ----------------------- |
| Celebration I                | 30 avril au 2 mai 1999 | Wings Over the Rockies Air and Space Museum | Denver, Colorado        |
| Celebration II               | 3 au 5 mai 2002        | Indiana Convention Center (en)              | Indianapolis, Indiana   |
| Celebration III              | 21 au 24 avril 2005    | Indiana Convention Center (en)              | Indianapolis, Indiana   |
| Celebration IV               | 24 au 28 mai 2007      | Los Angeles Convention Center               | Los Angeles, Californie |
| Celebration Europe           | 13 au 15 juillet 2007  | ExCeL London                                | Londres, Royaume-Uni    |
| Celebration Japan            | 19 au 21 juillet 2008  | Makuhari Messe                              | Chiba, Japon            |
| Celebration V                | 12 au 15 août 2010     | Orange County Convention Center             | Orlando, Floride        |
| Celebration VI               | 16 au 19 août 2012     | Orange County Convention Center             | Orlando, Floride        |
| Celebration Europe II        | 26 au 28 juillet 2013  | Messe Essen                                 | Essen, Allemagne        |
| Celebration Anaheim          | 16 au 19 avril 2015    | Anaheim Convention Center                   | Anaheim, Californie     |
| Celebration Europe III       | 15 au 17 juillet 2016  | ExCeL London                                | Londres, Royaume-Uni    |
| Celebration Orlando          | 13 au 16 avril 2017    | Orange County Convention Center             | Orlando, Floride        |
| Celebration Chicago          | 11 au 15 avril 2019    | McCormick Place                             | Chicago, Illinois       |
| Celebration Anaheim II       | 26 au 29 mai 2022      | Anaheim Convention Center                   | Anaheim, Californie     |
| Celebration Europe IV        | 7 au 10 avril 2023     | ExCeL London                                | Londres, Royaume-Uni    |
| Celebration Japan 2025       | 18 au 20 avril 2025    | Makuhari Messe                              | Chiba, Japon            |
| Celebration Los Angeles 2027 | 1 au 4 avril 2027      | Palais des congrès de Los Angeles           | Los Angeles, États-Unis |

## Événements pré-ère Disney

### CelebrationI

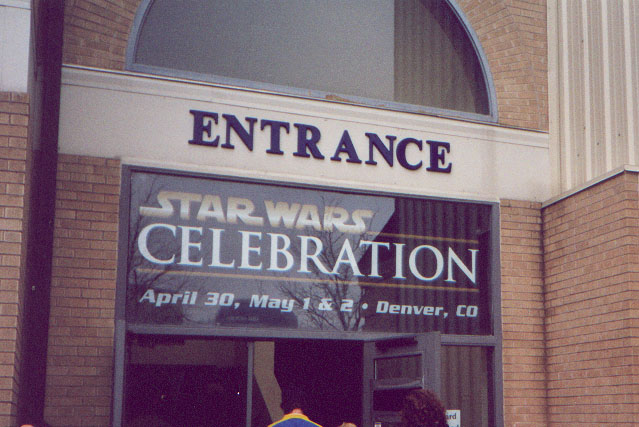
Entrée de la première Célébration

La première Star Wars Celebration a eu lieu à partir du 30 avril 1999 jusqu'au 2 mai 1999 au Wings Over the Rockies Air and Space Museum à Denver, Colorado, à seulement trois semaines avant la sortie de La Menace fantôme. C'est un événement pour les fans, par les fans, celui-ci a eu lieu dans la ville natale de l'officiel Star Wars Fan Club, dirigé par Dan Madsen. « Le fan club est basé ici, à Denver », déclare Madsen, « alors nous avons pensé qu'il serait approprié que la célébration se tienne ici ».
La célébration se composait d'activités, y compris des panels d'acteurs, des démonstrations de salles de cinéma THX, les images de tournage de l'épisode I et la première mondiale de la musique Duel of the Fates. Le musée a accueilli une exposition comprenant des accessoires à partir des archives officielles de Lucasfilm, y compris le podracer d'Anakin Skywalker à grande échelle et un X-Wing (une réplique au 3/4 à grande échelle faite en 1996 à l'occasion de la sortie de l'édition spéciale, et résidant toujours au Wings Over the Rockies Air and Space Museum).

### CelebrationII

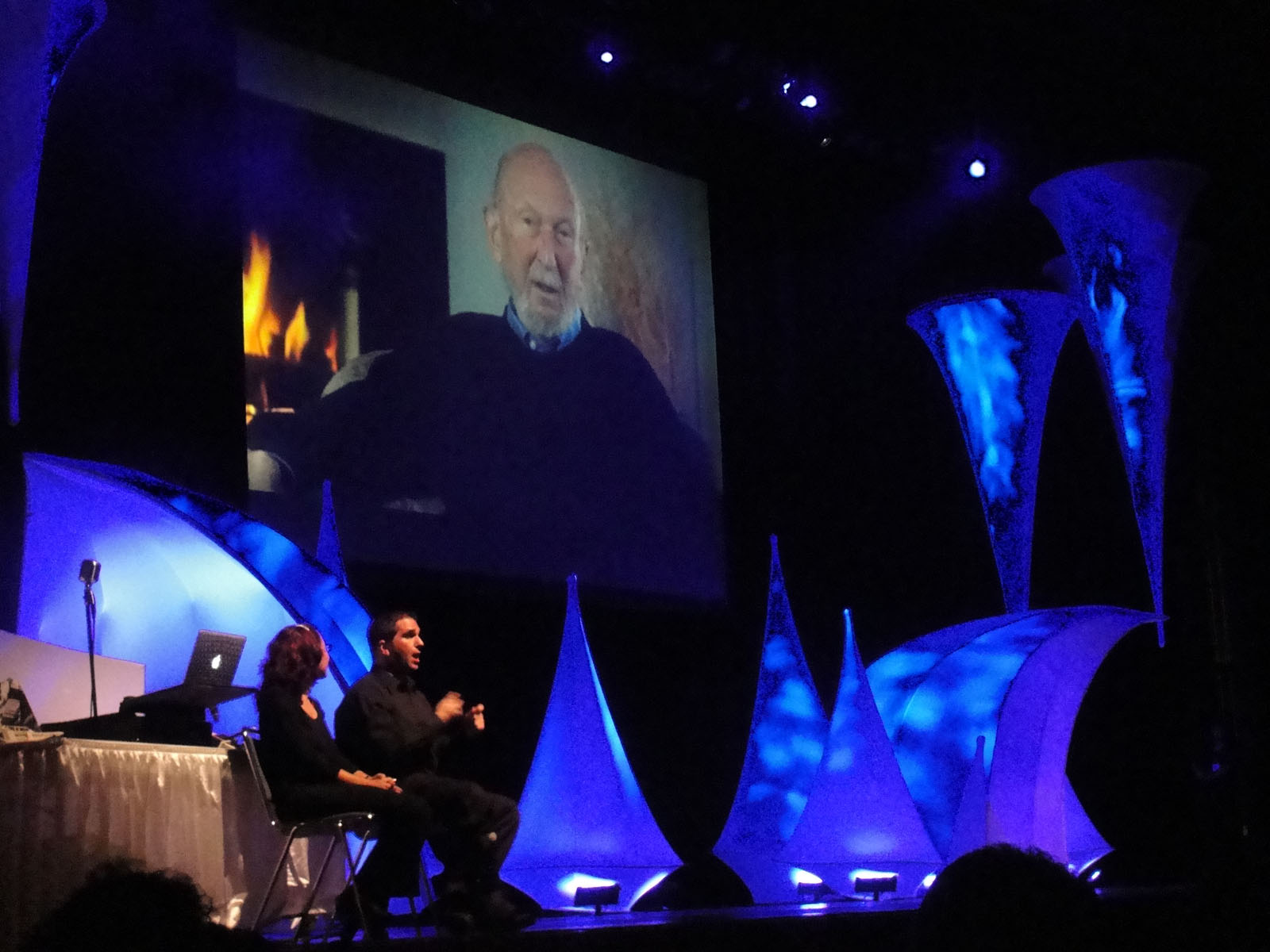
Irvin Kershner envoyant un message pour la Star Wars Celebration V en 2010.

La Star Wars Celebration II s'est déroulée du 3 mai 2002 au 5 mai 2002 au centre de convention d'Indianapolis pour célébrer la sortie imminente de l'épisode II : L'Attaque des clones. Le centre de convention a permis d'accueillir une participation grandissante par rapport à la première convention. Parmi les activités les plus populaires, la séance d'autographes avec l'actrice Carrie Fisher, le panel du producteur Rick McCallum Spectacular ou encore le concert du 25ème anniversaire de Star Wars par l'orchestre symphonique d'Indianapolis ont particulièrement marqué cette 2ème édition.

### CelebrationIII
La Star Wars Celebration III s'est déroulée du 21 avril 2005 au 24 avril 2005 de nouveau au Indiana Convention Center. L'attente de ce qui constituait à l'époque le dernier film de la saga Épisode III : La Revanche des Sith est au cœur des événements. En outre, George Lucas lui-même s'est prêté à plusieurs sessions de questions-réponses avec des milliers de fans ravis.
La fréquentation sur l'ensemble des 4 jours est estimée à 34 000 personnes.

### CelebrationIV
La Star Wars Celebration IV s'est déroulée du 24 mai 2007 au 28 mai 2007, pour la première fois au Centre de Convention de Los Angeles. Il s'agissait de célébrer les 30 ans du premier épisode mais aussi d'offrir au public des images inédites de la toute première série Star Wars : The Clone Wars ou du jeu LucasArts Le Pouvoir de la Force. Les stars Carrie Fisher et Billy Dee Williams ont animé des conversations exclusives. Seth MacFarlane a fait une apparition pour présenter des épisodes spéciaux Star Wars des Griffin (Family Guy), ainsi que Seth Green pour Robot Chicken.
La fréquentation est estimée à 35 000 visiteurs.

### Celebration Europe

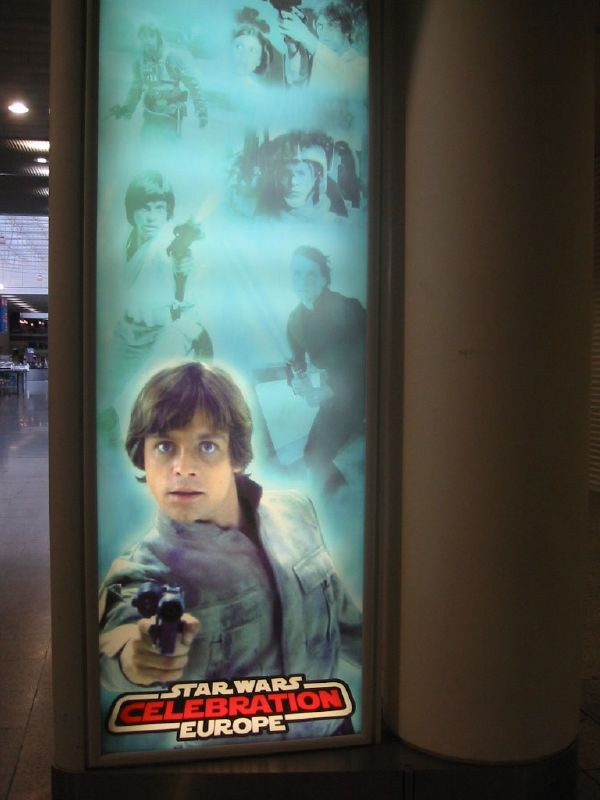
Panneau publicitaire de la Star Wars Celebration Europe avec Luke Skywalker.

La première Star Wars Celebration en Europe s'est déroulée du 13 juillet 2007 au 15 juillet 2007 au ExCeL London avec une participation à la hauteur des événements américains : environ 30 000 personnes se rassemblaient pour fêter sur le vieux continent les 30 ans de la saga. Entre autres, l'exposition de 30 à 40 bornes d'arcade constituait une chance rare de contempler dans un même endroit autant de pièces de collection aux couleurs de l'univers Star Wars.

### Celebration Japon
La Star Wars Celebration Japon s'est déroulée du 19 juillet 2008 au 21 juillet 2008 au Makuhari Messe. Il s'agissait également pour les Japonais de célébrer les 30 ans du premier film qui était à l'époque sorti plus tardivement (le 24 juin 1978).

### CelebrationV
La Star Wars Celebration V s'est déroulée du 12 août 2010 au 15 août 2010 au Orange County Convention Center à Orlando. Le choix de la ville a succédé à une compétition avec les villes de Baltimore, Minneapolis, Chicago, Indianapolis, Los Angeles et Anaheim. Les organisateurs Lucasfilm et Reed Exhibitions ont finalement choisi Orlando, signant par la même occasion un partenariat pour un certain nombre de célébrations.
Les événements remarquables incluaient une longue interview entre Jon Stewart et George Lucas (ce qui constituait "The Main Event"), dans lequel celui-ci révéla des détails inédits comme par exemple l'origine du nom de Dark Vador ou du concept de la force, ainsi que la première apparition de Mark Hamill, depuis habitué des conventions.
Pendant la célébration, George Lucas a également tiré le rideau de fin pour l'ancienne version de l'attraction Star Tours au parc Disney's Hollywood Studios, pendant l'événement "le dernier voyage vers Endor".

### CelebrationVI
La Star Wars Celebration VI s'est déroulée du 16 août 2012 au 19 août 2012 au Orange County Convention Center.

## Événements de l'ère Disney

### Celebration EuropeII
La Star Wars Celebration Europe II s'est déroulée du 26 juillet 2013 au 28 juillet 2013 au Messe Essen.

### Celebration Anaheim
La Star Wars Celebration Anaheim s'est déroulée du 16 avril 2015 au 19 avril 2015 au Anaheim Convention Center.
Au rang des panels particulièrement attendus par les participants, celui du jeudi matin consacré au nouvel opus de la saga : "le Réveil de la Force". C'est à cette occasion que fut révélée la bande-annonce se terminant par le désormais célèbre "Chewie, we're home" prononcé par Han Solo.
Elle a rassemblé environ 60 000 visiteurs.

### Celebration EuropeIII
Cette troisième Celebration Europe est annoncée le 19 avril 2015, lors de la cérémonie de clôture de la Celebration à Anaheim, où elle se déroulera du 15 juillet 2016 au 17 juillet 2016, à Londres. En avril 2016, la présence de Mark Hamill est annoncée. Un mois plus tard, celle de Carrie Fisher, du réalisateur Gareth Edwards et de la présidente de Lucasfilm Kathleen Kennedy est confirmée.

### Celebration Orlando

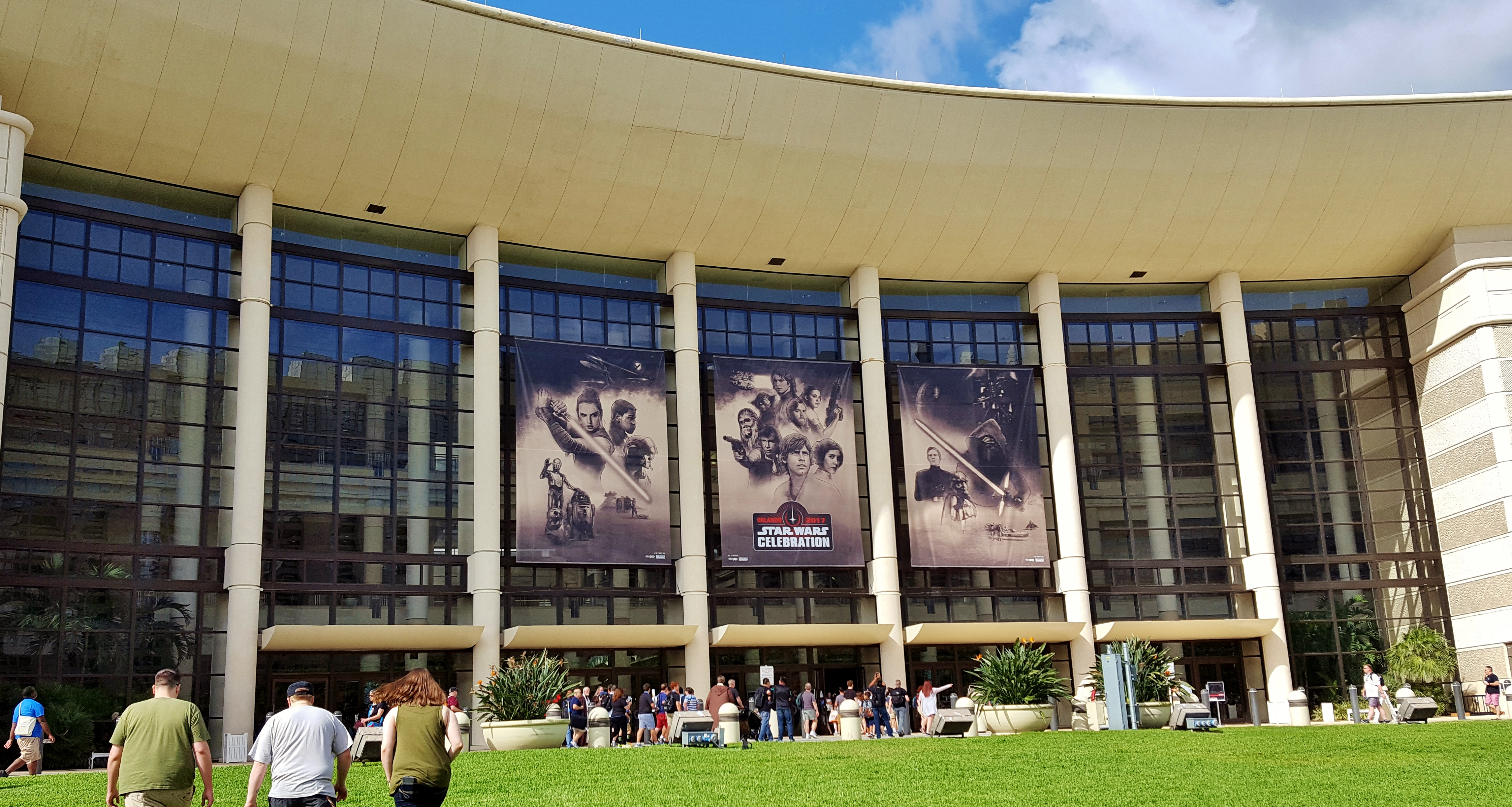
Entrée de la célébration d'Orlando de 2017

Annoncée à l'occasion du Star Wars Day le 4 mai 2016, cette nouvelle Celebration s'est déroulée du 13 avril 2017 au 16 avril 2017, pour la troisième fois à Orlando au Orange County Convention Center. Le 29 mars 2017, il est annoncé que Mark Hamill sera présent pendant toute la durée de la Star Wars Celebration. Un hommage à Carrie Fisher est organisé le 14 avril s'intitulant "Mark Hamill’s Tribute to Carrie Fisher".
La saga Star Wars fête quant à elle ses 40 ans. À cette occasion, un panel spécial le 13 avril met à l'honneur l'ensemble des films de la saga, en présence d'invités prestigieux tels que George Lucas, Harrison Ford, dont c'était la première Celebration, ou encore John Williams qui a interprété avec l'Orchestre Philharmonique d'Orlando certains des thèmes les plus connus comme celui de la princesse Leia, en hommage à Carrie Fisher.
C'est pendant le panel du 14 avril consacré à l'épisode à venir, Les Derniers Jedi, qu'est diffusé pour la première fois la bande-annonce du film, devant plus de 3 000 fans qui avaient passé la nuit à l'intérieur du centre de convention aménagé pour l'occasion, attente qui avait été récompensée par une visite nocturne surprise du réalisateur du film Rian Johnson.
Le 16 avril 2017, Disney-Lucasfilm indique que Star Wars: Galaxy's Edge présentera une nouvelle planète de l'univers Star Wars de la bordure extérieure avec deux attractions, l'une permettant de voler à bord du Faucon Millenium et l'autre où le visiteur devra aider la Résistance contre le Premier Ordre avec des TB-TT grandeur nature tandis que l'attraction Star Tours: The Adventures Continue aura des scènes issues de Star Wars, épisode VIII : Les Derniers Jedi,.
Sur l'ensemble des 4 jours, l'affluence, record, a été estimée à plus de 70 000 personnes .

### Celebration Chicago

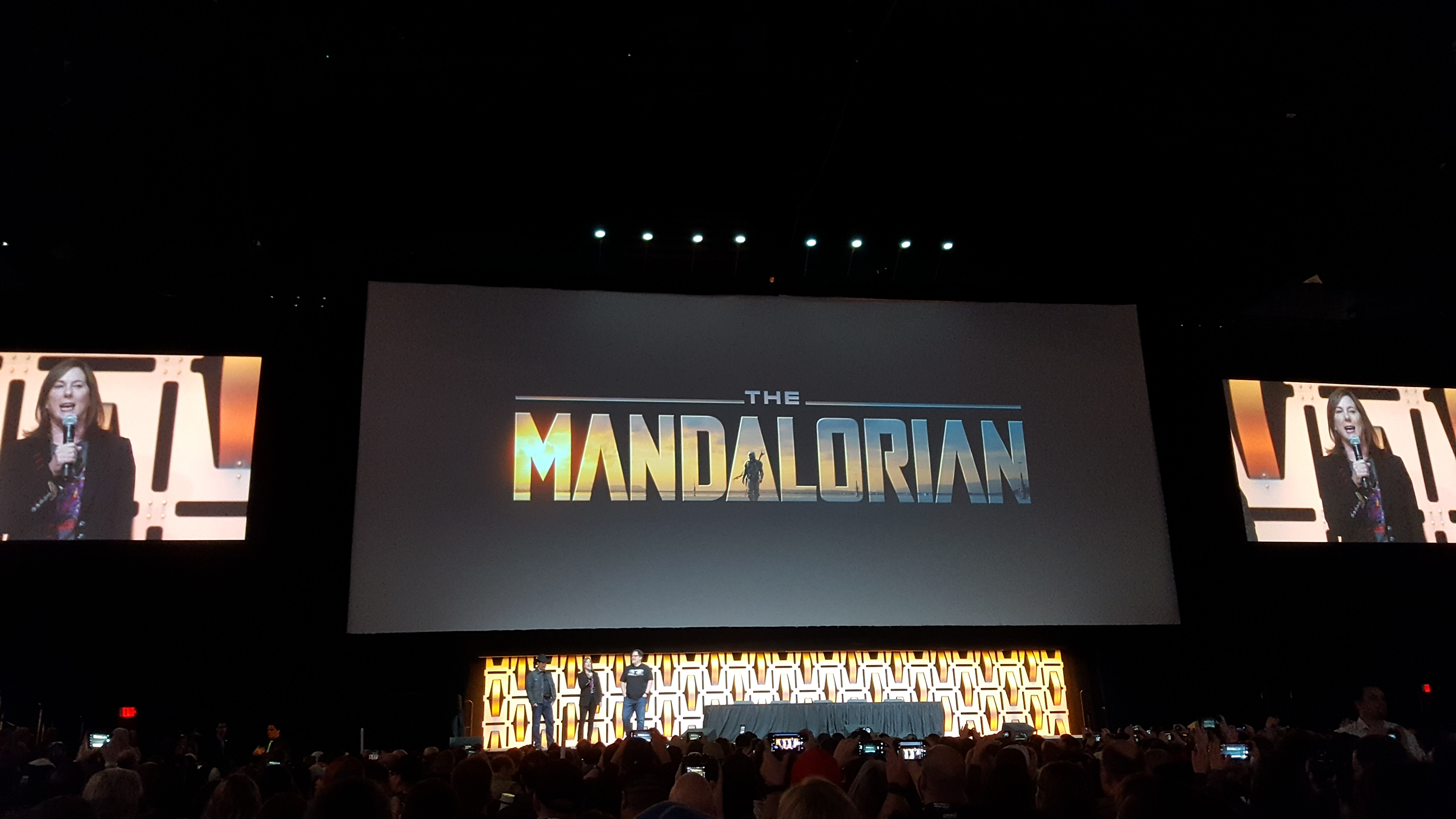
Scène principale de la célébration de Chicago de 2019 (Wintrust Arena)

La Star Wars Celebration 2019 s'est déroulée du 11 avril 2019 au 15 avril 2019 au McCormick Place de Chicago. Dans le souci de satisfaire un maximum de fans (du moins aux États-Unis), c'est le cinquième état des États-Unis visité par une Celebration, avant le retour annoncé dans le fief de Disney à Anaheim pour l'année suivante .
Cette édition marque le 20e anniversaire des célébrations Star Wars, mise à l'honneur par Anthony Daniels en présence de Dan Madsen, l'instigateur de la première Celebration, lors d'un panel le dimanche 14 avril 2019, dans lequel l'acteur de C-3PO a aussi annoncé son livre autobiographique, I Am C-3PO: The Inside Story.
Les panels les plus attendus se sont déroulés dans la Wintrust Arena devant un public toujours euphorique de 6 000 personnes. La première bande-annonce ainsi que le titre de l'Épisode IX ont été révélés le vendredi 12 avril 2019, le jeu vidéo Star Wars Jedi: Fallen Order est présenté le samedi, la série télévisée live The Mandalorian est quant à elle généreusement détaillée le dimanche en présence des créateurs Jon Favreau et Dave Filoni.
La marque LEGO fête également pendant cette Celebration les 20 ans de la collection LEGO Star Wars. Pour l'occasion, un stand retraçait l'histoire de la collection avec les modèles les plus emblématiques. Une fresque géante représentant un casque de stormtrooper et composée de 36440 figurines de stormtroopers a par ailleurs établi un nouveau record Guinness .

### Celebration Anaheim II
En 2022, la Celebration est revenue à Anaheim  dans la banlieue de Los Angeles pour mettre à l'honneur la nouvelle extension du parc Disneyland, Star Wars: Galaxy's Edge. Initialement prévue du 27 au 30 août 2020 , la Celebration est reportée en raison de la crise sanitaire liée à la Covid-19. Elle se tiendra finalement du 26 au 29 mai 2022 . Un certain nombre de produits promotionnels tels que les T-shirts floqués du sigle "Celebration Anaheim 2020" ont tout de même été distribués, en souvenir de l'édition telle qu'originellement planifiée.